# 4851 Vodopʹyanova
4851 Vodopʹyanova је астероид главног астероидног појаса чија средња удаљеност од Сунца износи 2,602 астрономских јединица (АЈ).
Апсолутна магнитуда астероида је 12,8.